# Плавание на чемпионате мира по водным видам спорта 2007
Соревнования по плаванию на чемпионате мира по водным видам спорта 2007 года проходили во временном бассейне имени Сьюзан О’Нилл при спорткомплексе «Арена Рода Лейвера» в Мельбурне, с 25 марта по 1 апреля 2007 года.

## Таблица медалей
В конце чемпионата таблица наград включала запись для Туниса, с одной золотой и двумя серебряными медалями, выигранными Усамой Меллули. Но через пять месяцев после завершения чемпионата Спортивный арбитражный суд в Лозанне аннулировал его результаты и дисквалифицировал на полтора года за применение допинга — амфетамина.
| Место | Страна           | Золото | Серебро | Бронза | Всего |
| ----- | ---------------- | ------ | ------- | ------ | ----- |
| 1     | США              | 20     | 13      | 3      | 36    |
| 2     | Австралия        | 9      | 7       | 5      | 21    |
| 3     | Франция          | 2      | 2       | 2      | 6     |
| 4     | Польша           | 2      | 1       | 1      | 4     |
| 5     | ЮАР              | 2      | 0       | 1      | 3     |
| 6     | Япония           | 1      | 2       | 4      | 7     |
| 7     | Италия           | 1      | 1       | 4      | 6     |
| 8     | Швеция           | 1      | 1       | 1      | 3     |
| 9     | Канада           | 1      | 0       | 1      | 5     |
| 9     | Республика Корея | 1      | 0       | 1      | 2     |
| 9     | Украина          | 1      | 0       | 1      | 2     |
| 12    | Германия         | 0      | 3       | 1      | 4     |
| 13    | Нидерланды       | 0      | 2       | 3      | 5     |
| 13    | Россия           | 0      | 2       | 3      | 5     |
| 15    | Зимбабве         | 0      | 2       | 0      | 2     |
| 16    | Великобритания   | 0      | 1       | 3      | 4     |
| 17    | Китай            | 0      | 1       | 1      | 2     |
| 18    | Беларусь         | 0      | 1       | 0      | 1     |
| 18    | Швейцария        | 0      | 1       | 0      | 1     |
| 20    | Австрия          | 0      | 0       | 1      | 1     |
| 20    | Дания            | 0      | 0       | 1      | 1     |
| 20    | Венгрия          | 0      | 1       | 1      | 2     |
| 20    | Венесуэла        | 0      | 0       | 1      | 1     |
| Итого | Итого            | 41     | 40      | 39     | 120   |

## Медалисты

### Мужчины
| Дисциплина                                     | Золото | Серебро | Бронза |
| 50 м вольным стилем см. подробнее              | Бен Уайлдмен-Тобринер — 21,88 США                                                                                               | Каллен Джонс — 21,94 США                                                                                            | Стефан Нюстранд — 21,97 Швеция                                                                                                  |
| 100 м вольным стилем см. подробнее             | Филиппо Маньини — 48,43 Италия                                                                                                  | — | Имон Салливан — 48,47 Австралия                                                                                                 |
| 100 м вольным стилем см. подробнее             | Брент Хейден — 48,43 Канада | — | Имон Салливан — 48,47 Австралия                                                                                                 |
| 200 м вольным стилем см. подробнее             | Майкл Фелпс — 1.43,86 WR США | Питер ван ден Хогенбанд — 1.46,28 Нидерланды                                                                        | Пак Тхэ Хван — 1.46,73 Республика Корея                                                                                         |
| 400 м вольным стилем см. подробнее             | Пак Тхэ Хван — 3.44,30 Республика Корея                                                                                         | Грант Хэкетт — 3.45,43 Австралия                                                                                    | Юрий Прилуков — 3.45,47 Россия                                                                                                  |
| 800 м вольным стилем см. подробнее             | Пшемыслав Станчик — 7.47,91 Польша                                                                                              | Крэйг Стивенс — 7.48,67 Австралия                                                                                   | Федерико Кольбертальдо — 7.49,98 Италия                                                                                         |
| 1500 м вольным стилем см. подробнее            | Матеуш Саврымович — 14.45,94 Польша                                                                                             | Юрий Прилуков — 14.47,29 Россия                                                                                     | Дэвид Дэвис — 14.51,21 Великобритания                                                                                           |
| 50 м брассом см. подробнее                     | Олег Лисогор — 27,66 Украина | Брендан Хансен — 27,69 США                                                                                          | Камерон ван дер Бург — 27,88 ЮАР                                                                                                |
| 100 м брассом см. подробнее                    | Брендан Хансен — 59,80 США | Косукэ Китадзима — 59,96 Япония                                                                                     | Брентон Рикард — 1.00,58 Австралия                                                                                              |
| 200 м брассом см. подробнее                    | Косукэ Китадзима — 2.09,80 Япония                                                                                               | Брентон Рикард — 2.10,99 Австралия                                                                                  | Лорис Фаччи — 2.11,03 Италия |
| 50 м баттерфляем см. подробнее                 | Роланд Скуман — 23,18 ЮАР | Ян Крокер — 23,47 США                                                                                               | Якоб Аннкер — 23,56 Дания |
| 100 м баттерфляем см. подробнее                | Майкл Фелпс — 50,77 США | Ян Крокер — 50,82 США                                                                                               | Альберт Субиратс — 51,82 Венесуэла                                                                                              |
| 200 м баттерфляем см. подробнее                | Майкл Фелпс — 1.52,09 WR США | У Пэн — 1.55,13 Китай                                                                                               | Николай Скворцов — 1.55,22 Россия                                                                                               |
| 50 м на спине см. подробнее                    | Герхард Зандберг — 24,98 ЮАР | Томас Руппрат — 25,20 Германия                                                                                      | Лиам Тэнкок — 25,23 Великобритания                                                                                              |
| 100 м на спине см. подробнее                   | Аарон Пирсол — 52,98 WR США | Райан Лохте — 53,50 США                                                                                             | Лиам Тэнкок — 53,61 Великобритания                                                                                              |
| 200 м на спине см. подробнее                   | Райан Лохте — 1.54,32 WR США | Аарон Пирсол — 1.54,80 США                                                                                          | Маркус Роган — 1.56,02 Австрия                                                                                                  |
| 200 м комплекс см. подробнее                   | Майкл Фелпс — 1.54,98 WR США | Райан Лохте — 1.56,19 США                                                                                           | Ласло Чех — 1.56,92 Венгрия |
| 400 м комплекс см. подробнее                   | Майкл Фелпс — 4.06,22 WR США | Райан Лохте — 4.09,74 США                                                                                           | Лука Марин — 4.09,88 Италия |
| Эстафета 4×100 м вольным стилем см. подробнее  | США — 3.12,72 (СR) · Майкл Фелпс · Нил Уокер · Каллен Джонс · Джейсон Лезак · Гарретт Уэбер-Гейл · Бен Уайлдмен-Тобринер        | Италия — 3.14,04 · Массимилиано Розолино · Алессандро Кальви · Кристиан Галенда · Филиппо Маньини · Лоренцо Висмара | Франция — 3.14,68 · Фабьен Жило · Фредерик Буске · Жюльен Сико · Ален Бернар · Грегори Малле · Амори Лево                       |
| Эстафета 4×200 м вольным стилем см. подробнее  | США — 7.03,24 WR · Майкл Фелпс · Райан Лохте · Клит Келлер · Питер Вандеркай · Джейми Крамер · Дэвид Уолтерс                    | Австралия — 7.10,05 · Патрик Мёрфи · Эндрю Мьюинг · Грант Бритс · Кенрик Монк · Ник Ффрост*                         | Канада — 7.10,70 · Брайан Джонс · Брент Хейден · Рик Сэй · Эндрю Хёрд                                                           |
| Комбинированная эстафета 4×100 м см. подробнее | Австралия — 3.34,93 · Мэтт Уэлш · Брентон Рикард · Эндрю Лотерстайн · Имон Салливэн · Хайден Стокель · Майкл Клим · Кенрик Монк | Япония — 3.35,16 · Томоми Морита · Косукэ Китадзима · Такаси Ямамото · Дайсукэ Хосокава · Масафуми Ямагути          | Россия — 3.35,51 · Аркадий Вятчанин · Дмитрий Коморников · Николай Скворцов · Евгений Лагунов · Роман Слуднов · Андрей Капралов |

- * — участники только предварительных заплывов

### Женщины
| Дисциплина                          | Золото | Серебро | Бронза                                                                                                   |
| 50 м вольным стилем см. подробнее   | Либби Лентон — 24,53 Австралия | Тереза Альсхаммар — 24,62 Швеция | Марлен Велдхёйс — 24,70 Нидерланды                                                                       |
| 100 м вольным стилем см. подробнее  | Либби Лентон — 53,40 CR Австралия | Марлен Велдхёйс — 53,70 Нидерланды | Бритта Штеффен — 53,74 Германия                                                                          |
| 200 м вольным стилем см. подробнее  | Лор Маноду — 1.55,52 WR Франция | Анника Лурц — 1.55,68 Германия | Федерика Пеллегрини — 1.56,97 Италия                                                                     |
| 400 м вольным стилем см. подробнее  | Лор Маноду — 4.02,61 CR Франция | Отыля Енджейчак — 4.04,23 Польша | Ай Сибата — 4.05,19 Япония                                                                               |
| 800 м вольным стилем см. подробнее  | Кейт Циглер — 8.18,52 CR США | Лор Маноду — 8.18,80 Франция | Хэйли Пирсол — 8.26,41 США                                                                               |
| 1500 м вольным стилем см. подробнее | Кейт Циглер — 15.53,05 CR США | Флавия Ригамонти — 15.55,38 Швейцария | Ай Сибата — 15.58,55 Япония                                                                              |
| 50 м, брасс                         | Джессика Харди — 30,63 США | Лейзел Джонс — 30,70 Австралия | Тара Кирк — 31,05 США                                                                                    |
| 100 м, брасс                        | Лейзел Джонс — 1.05,72 Австралия | Тара Кирк — 1.06,34 США | Анна Хлистунова — 1.07,27 Украина                                                                        |
| 200 м, брасс                        | Лейзел Джонс — 2.21,84 Австралия | Кирсти Бальфур — 2.25,94 Великобритания Меган Джендрик — 2.25,94 Великобритания                                                            | |
| 50 м, баттерфляй                    | Тереза Альсхаммар — 25,91 Швеция | Дэнни Мятке — 26,05 Австралия | Инге Деккер — 26,11 Нидерланды                                                                           |
| 100 м, баттерфляй                   | Лизбет Лентон — 57,15 CR Австралия | Джессика Шиппер — 57,24 Австралия | Натали Кафлин — 57,34 США                                                                                |
| 200 м, баттерфляй                   | Джессика Шиппер — 2.06,39 Австралия | Кимберли Ванденберг — 2.06,71 США | Отыля Енджейчак — 2.06,90 Польша                                                                         |
| 50 м, на спине                      | Лейла Вэзири — 28,16 WR США | Александра Герасименя — 28,46 Беларусь | Тайлия Циммер — 28,50 Австралия                                                                          |
| 100 м, на спине                     | Натали Кафлин — 59,44 WR США | Лор Маноду — 59,87 Франция | Рэйко Накамура — 1.00,40 Япония                                                                          |
| 200 м, на спине                     | Маргарет Хольцер — 2.07,16 CR США | Кирсти Ковентри — 2.07,54 Зимбабве | Рэйко Накамура — 2.08,54 Япония                                                                          |
| 200 м, комплексное плавание         | Кэти Хофф — 2.10,13 CR США | Кирсти Ковентри — 2.10,76 Зимбабве | Стефани Райс — 2.11,42 Австралия                                                                         |
| 400 м, комплексное плавание         | Кэти Хофф — 4.32,89 WR США | Яна Мартынова — 4.40,14 Россия | Стефани Райс — 4.41,19 Австралия                                                                         |
| Эстафета 4×100 м, вольный стиль     | Австралия Лизбет Лентон · Мелани Шлангер · Шэйни Рис · Джоди Хенри — 3.35,48 (СR) · Данни Мятке* · Салли Фостер*                                 | США Натали Кафлин · Лейси Нимейер · Аманда Вейр · Кара Линн Джойс — 3.35,68 · Дана Воллмер*                                                | Нидерланды Инге Деккер · Раноми Кромовидьойо · Фемке Хемскерк · Марлен Велдхёйс — 3.36,81 · Хантал Грот* |
| Эстафета 4×200 м, вольный стиль     | США Натали Кафлин · Дана Воллмер · Лейси Нимейер · Кэти Хофф — 7.50,09 WR · Аманда Вейр* · Маргарет Хольцер* · Кара Линн Джойс* · Лейси Нимейер* | Германия Майке Фрайтаг · Бритта Штеффен · Петра Даллманн · Анника Лурц — 7.53,82 · Даниэла Самулски*                                       | Франция Алёна Попченко · Софи Юбер · Орор Монжель · Лор Маноду — 7.55,96 · Селин Кудер*                  |
| Комбинированная эстафета 4x100 м    | Австралия Эмили Сибом · Лейзел Джонс · Джессика Шиппер · Лизбет Лентон — 3.55,74 WR · Тарни Уайт* · Фелисити Гальвес* · Джоди Хенри*             | США Натали Кафлин · Тара Кирк · Рейчел Комисарц · Лейси Нимейер — 3.58,31 · Лейла Вэзири* · Джессика Харди* · Дана Воллмер* · Аманда Вейр* | Китай Сюйтянь Лунцзы · Ло Нань · Чжоу Яфэй · Сюй Яньвэй — 4.01,97                                        |

- * — участники только предварительных заплывов